# Rémalard
Rémalard település Franciaországban, Orne megyében. Lakosainak száma 1212 fő (2013). Rémalard Le Mage községgel határos.

## Népesség
A település népessége az elmúlt években az alábbi módon változott:
| Lakosok száma | 1190 | 1256 | 1308 | 1302 | 1344 | 1244 | 1269 | 1212 |
|               | 1962 | 1968 | 1975 | 1982 | 1990 | 1999 | 2008 | 2013 |